# Грінпорт (округ Колумбія, Нью-Йорк)
Грінпорт (англ. Greenport) — місто (англ. town) в США, в окрузі Колумбія штату Нью-Йорк. Населення — 4473 особи (2020).

## Демографія
Згідно з переписом 2010 року, у місті мешкало 4165 осіб у 1846 домогосподарствах у складі 1111 родини. Було 2079 помешкань
Расовий склад населення:
| - 86,1 % — білих - 7,4 % — чорних або афроамериканців - 1,9 % — азіатів - 0,1 % — корінних американців - 1,4 % — осіб інших рас |

До двох чи більше рас належало 3,0 %. Частка іспаномовних становила 4,4 % від усіх жителів.
За віковим діапазоном населення розподілялося таким чином: 17,1 % — особи молодші 18 років, 61,1 % — особи у віці 18—64 років, 21,8 % — особи у віці 65 років та старші. Медіана віку мешканця становила 46,6 року. На 100 осіб жіночої статі у місті припадало 101,0 чоловіків;  на 100 жінок у віці від 18 років та старших — 95,3 чоловіків також старших 18 років.
Середній дохід на одне домашнє господарство  становив 67 130 доларів США (медіана — 56 504), а середній дохід на одну сім'ю — 83 838 доларів (медіана — 71 786). Медіана доходів становила 45 489 доларів для чоловіків та 40 323 долари для жінок. За межею бідності перебувало 13,2 % осіб, у тому числі 20,1 % дітей у віці до 18 років та 8,0 % осіб у віці 65 років та старших.
Цивільне працевлаштоване населення становило 1926 осіб. Основні галузі зайнятості: освіта, охорона здоров'я та соціальна допомога — 36,9 %, роздрібна торгівля — 10,3 %, публічна адміністрація — 8,6 %, мистецтво, розваги та відпочинок — 7,6 %.